# 张阿漫
张阿漫（1981年3月—），男，汉族，江西武宁人，中华人民共和国政治人物。现任哈尔滨工程大学教授，博士生导师。第十四届全国政协委员。